# Campionati norvegesi di sci alpino
I Campionati norvegesi di sci alpino sono una competizione sciistica che si svolge ogni anno, generalmente nel mese di marzo, in una diversa stazione sciistica norvegese. Organizzati dalla Federazione sciistica della Norvegia (Norges Skiforbund), decretano il campione e la campionessa norvegesi di ogni disciplina sciistica attraverso una singola gara.
La prima edizione del 1938 ha visto lo svolgimento della discesa libera, dello slalom speciale e della combinata. Quest'ultima specialità non è stata disputata nel periodo tra il 1951 e il 1958 e neanche nel 1968. Dal 1951 è inoltre stata introdotte anche la prova di slalom gigante, mentre il titolo del supergigante è entrato a far parte del programma di gare dal 1988. Dal 2008 la supercombinata ha preso il posto della combinata.

## Albo d'oro

### Discesa libera
| Edizione | Uomini                   | Donne                   |
| -------- | ------------------------ | ----------------------- |
| 1938     | Andreas Wyller           | Stella Dybwad           |
| 1939     | Tim Heiberg              | Laila Schou Nilsen      |
| 1940     | Andreas Wyller           | Laila Schou Nilsen      |
| 1946     | Alf Opheim               | Laila Schou Nilsen      |
| 1947     | Sverre Johannessen       | Vivi Holth              |
| 1948     | Guttorm Berge            | Laila Schou Nilsen      |
| 1949     | Johnny Lunde             | Borghild Niskin         |
| 1950     | Bjarne Arentz            | Borghild Niskin         |
| 1951     | Gunnar Hjeltnes          | Borghild Niskin         |
| 1952     | Alf Opheim               | Borghild Niskin         |
| 1953     | Sigurd Rokne             | Borghild Niskin         |
| 1954     | Sigurd Rokne             | Borghild Niskin         |
| 1955     | Asle Sjåstad             | Margit Hvammen          |
| 1956     | Trygve Berge             | Borghild Niskin         |
| 1957     | Asle Sjåstad             | Berthe Lien             |
| 1958     | Asle Sjåstad             | Inger Bjørnbakken       |
| 1959     | Asle Sjåstad             | Marit Haraldsen         |
| 1960     | non assegnato            | non assegnato           |
| 1961     | Arild Holm               | Siri Borge Andersen     |
| 1962     | Oddvar Rønnestad         | Liv Christiansen        |
| 1963     | Arild Holm               | Kirsten Aune            |
| 1964     | Arild Holm               | Liv Christiansen        |
| 1965     | Hans Bjørge              | Kirsten Aune            |
| 1966     | Bjarne Strand            | Bente Aanjesen          |
| 1967     | non assegnato            | non assegnato           |
| 1968     | Jon Terje Øverland       | Vivien Hübert           |
| 1969     | Jon Terje Øverland       | Kari Anne Ruud          |
| 1970     | Jon Terje Øverland       | Karianne Christiansen   |
| 1971     | Hans Bjørge              | Karianne Christiansen   |
| 1972     | non assegnato            | non assegnato           |
| 1973     | non assegnato            | Toril Førland           |
| 1974     | Erik Håker               | Toril Førland           |
| 1975     | Nils Een                 | Torill Fjeldstad        |
| 1976     | Stein Ivar Halsnes       | Janni Thorsteinsen      |
| 1977     | Erik Håker               | Torill Fjeldstad        |
| 1978     | Erik Håker               | Bente Dahlum            |
| 1979     | Erik Håker               | Hilde Oseid             |
| 1980     | Erik Håker               | Torill Fjeldstad        |
| 1981     | Erik Håker               | Torill Fjeldstad        |
| 1982     | Even Hole                | Torill Fjeldstad        |
| 1983     | Even Hole                | Torill Fjeldstad        |
| 1984     | Dan Thorland             | Torill Fjeldstad        |
| 1985     | Jan Einar Thorsen        | Tordis Jonsdottir       |
| 1986     | Atle Skårdal             | Bente Bjørnsen          |
| 1987     | Trond Hafstad            | Janne Ugelstad          |
| 1988     | Lasse Arnesen            | Astrid Lødemel          |
| 1989     | Atle Skårdal             | Linn Remmen             |
| 1990     | Atle Skårdal             | Astrid Lødemel          |
| 1991     | Atle Skårdal             | Astrid Lødemel          |
| 1992     | Lasse Arnesen            | Astrid Lødemel          |
| 1993     | Trond-Øyvind Gimle       | Astrid Lødemel          |
| 1994     | Atle Skårdal             | Siri Kvinlog            |
| 1995     | Lasse Kjus               | Jeanette Lunde          |
| 1996     | Atle Skårdal             | Grete Strøm             |
| 1997     | Kjetil André Aamodt      | Trude Gimle             |
| 1998     | Kjetil André Aamodt      | Grete Strøm             |
| 1999     | Kenneth Sivertsen        | Andrine Flemmen         |
| 2000     | Kjetil André Aamodt      | Ingeborg Helen Marken   |
| 2001     | Lasse Paulsen            | Merete Fjeldavlie       |
| 2002     | Kjetil André Aamodt      | Ingeborg Helen Marken   |
| 2003     | Audun Grønvold           | Pia Nic Gundersen       |
| 2004     | Audun Grønvold           | Cathrine Meisingset     |
| 2005     | Kjetil André Aamodt      | Cathrine Meisingset     |
| 2006     | Aksel Lund Svindal       | Anne Marie Müller       |
| 2007     | Lars Elton Myhre         | Lotte Smiseth Sejersted |
| 2008     | Lars Elton Myhre         | Thea Grosvold           |
| 2009     | Eian Sandvik             | Thea Grosvold           |
| 2010     | Aksel Lund Svindal       | Lotte Smiseth Sejersted |
| 2011     | Kristian Haug            | Lotte Smiseth Sejersted |
| 2012     | Adrian Smiseth Sejersted | Lotte Smiseth Sejersted |
| 2013     | Aksel Lund Svindal       | Maria Therese Tviberg   |
| 2014     | Adrian Smiseth Sejersted | Lotte Smiseth Sejersted |
| 2015     | Kjetil Jansrud           | Mina Fürst Holtmann     |
| 2016     | Aleksander Aamodt Kilde  | Ragnhild Mowinckel      |
| 2017     | Aleksander Aamodt Kilde  | Maria Therese Tviberg   |
| 2018     | Adrian Smiseth Sejersted | Marte Berg Edseth       |
| 2019     | Adrian Smiseth Sejersted | Kajsa Vickhoff Lie      |
| 2020     | non assegnato            | non assegnato           |
| 2021     | non assegnato            | non assegnato           |
| 2022     | Henrik Røa               | Ragnhild Mowinckel      |
| 2023     | non assegnato            | non assegnato           |

### Supergigante
| Edizione | Uomini                         | Donne                   |
| -------- | ------------------------------ | ----------------------- |
| 1988     | Atle Skårdal                   | Else Tefre              |
| 1989     | Ole Kristian Furuseth          | Marianne Kjørstad       |
| 1990     | Kjetil André Aamodt            | Marianne Aam            |
| 1991     | Atle Skårdal                   | Julie Lunde Hansen      |
| 1992     | Kjetil André Aamodt            | Astrid Lødemel          |
| 1993     | Kjetil André Aamodt            | Astrid Lødemel          |
| 1994     | Atle Skårdal                   | Andrine Flemmen         |
| 1995     | Harald Christian Strand Nilsen | Andrine Flemmen         |
| 1996     | Lasse Kjus                     | Andrine Flemmen         |
| 1997     | Kjetil André Aamodt            | Ingeborg Helen Marken   |
| 1998     | Lasse Kjus                     | Ingeborg Helen Marken   |
| 1999     | Lasse Paulsen                  | Andrine Flemmen         |
| 2000     | Lasse Paulsen                  | Andrine Flemmen         |
| 2001     | Kjetil André Aamodt            | Merete Fjeldavlie       |
| 2002     | Kjetil André Aamodt            | Ingeborg Helen Marken   |
| 2003     | Kjetil André Aamodt            | Andrine Flemmen         |
| 2004     | Aksel Lund Svindal             | Andrine Flemmen         |
| 2005     | Lasse Kjus                     | Anne Marie Müller       |
| 2006     | Aksel Lund Svindal             | Pia Nic Gundersen       |
| 2007     | Lars Elton Myhre               | Thea Grosvold           |
| 2008     | non assegnato                  | non assegnato           |
| 2009     | Lars Elton Myhre               | Lotte Smiseth Sejersted |
| 2010     | Aksel Lund Svindal             | Mona Løseth             |
| 2011     | Kjetil Jansrud                 | Lotte Smiseth Sejersted |
| 2012     | Aksel Lund Svindal             | Lotte Smiseth Sejersted |
| 2013     | Aksel Lund Svindal             | Lotte Smiseth Sejersted |
| 2014     | Aleksander Aamodt Kilde        | Mina Fürst Holtmann     |
| 2015     | Kjetil Jansrud                 | Mina Fürst Holtmann     |
| 2016     | Adrian Smiseth Sejersted       | Ragnhild Mowinckel      |
| 2017     | Stian Saugestad                | Maria Therese Tviberg   |
| 2018     | Rasmus Windingstad             | Marte Berg Edseth       |
| 2019     | Stian Saugestad                | Maria Therese Tviberg   |
| 2020     | non assegnato                  | non assegnato           |
| 2021     | Markus Nordgård Fossland       | Carmen Sofie Nielssen   |
| 2022     | Fredrik Møller                 | non assegnato           |
| 2023     | non assegnato                  | non assegnato           |

### Slalom gigante
| Edizione | Uomini                            | Donne                   |
| -------- | --------------------------------- | ----------------------- |
| 1951     | Stein Eriksen                     | Borghild Niskin         |
| 1952     | Per Rollum                        | Margit Hvammen          |
| 1953     | Per Rollum                        | Borghild Niskin         |
| 1954     | Stein Eriksen                     | Margit Hvammen          |
| 1955     | Asle Sjåstad                      | Borghild Niskin         |
| 1956     | Guttorm Berge                     | Inger Jørgensen         |
| 1957     | Asle Sjåstad                      | Berit Stuve             |
| 1958     | Guttorm Berge                     | Inger Bjørnbakken       |
| 1959     | Petter Støle                      | Inger Bjørnbakken       |
| 1960     | Asle Sjåstad                      | Liv Christiansen        |
| 1961     | Arild Holm                        | Siri Borge Andersen     |
| 1962     | Arild Holm                        | Liv Christiansen        |
| 1963     | Arild Holm                        | Astrid Sandvik          |
| 1964     | Arild Holm                        | Kirsten Aune            |
| 1965     | Arild Holm                        | Aud Hvammen             |
| 1966     | Håkon Mjøen                       | Dikke Eger              |
| 1967     | Håkon Mjøen                       | Aud Hvammen             |
| 1968     | Håkon Mjøen                       | Aud Hvammen             |
| 1969     | Otto Tschudi                      | Karianne Christiansen   |
| 1970     | Peik Christensen                  | Anne Brusletto          |
| 1971     | Hans Bjørge                       | Karianne Christiansen   |
| 1972     | Peik Christensen                  | Karianne Christiansen   |
| 1973     | Erik Håker                        | Toril Førland           |
| 1974     | Erik Håker                        | Ellen Karin Vangen      |
| 1975     | Odd Sørli                         | Torill Fjeldstad        |
| 1976     | John Sylliåsen                    | Trine Uggerud           |
| 1977     | Stein Ivar Halsnes                | Øydis Skille            |
| 1978     | Jarle Halsnes                     | Bente Dahlum            |
| 1979     | Odd Sørli                         | Torill Fjeldstad        |
| 1980     | Odd Sørli                         | Torill Fjeldstad        |
| 1981     | Paul Arne Skajem                  | Karine Hesle            |
| 1982     | Jarle Halsnes                     | Eli Hårdnes             |
| 1983     | Knut Aronsen                      | Anne Berge              |
| 1984     | Roger Thun                        | Vibeke Hoff             |
| 1985     | Odd Sørli                         | Tordis Jonsdottir       |
| 1986     | Fredrik Zimmer                    | Vibeke Hoff             |
| 1987     | Einar Bøhmer                      | Merete Fjeldavlie       |
| 1988     | Finn Christian Jagge              | Marianne Kjørstad       |
| 1989     | Ole Kristian Furuseth             | Marianne Kjørstad       |
| 1990     | Ole Kristian Furuseth             | Merete Fjeldavlie       |
| 1991     | Ole Kristian Furuseth             | Julie Lunde Hansen      |
| 1992     | Kjetil André Aamodt               | Merete Fjeldavlie       |
| 1993     | Kjetil André Aamodt               | Kari Anne Saude         |
| 1994     | Kjetil André Aamodt               | Anne Berge              |
| 1995     | non assegnato                     | Ingeborg Helen Marken   |
| 1996     | Tom Stiansen                      | Andrine Flemmen         |
| 1997     | Åne Sæter                         | Andrine Flemmen         |
| 1998     | Hans Petter Buraas                | Andrine Flemmen         |
| 1999     | Kjetil André Aamodt               | Andrine Flemmen         |
| 2000     | Bjarne Solbakken                  | Andrine Flemmen         |
| 2001     | Bjarne Solbakken                  | Kristine Heggelund      |
| 2002     | Truls Ove Karlsen                 | Andrine Flemmen         |
| 2003     | Aksel Lund Svindal                | Andrine Flemmen         |
| 2004     | Bjarne Solbakken                  | Andrine Flemmen         |
| 2005     | Andreas Nilsen Aksel Lund Svindal | Therese Neergaard       |
| 2006     | Aksel Lund Svindal                | Therese Neergaard       |
| 2007     | Aksel Lund Svindal                | Lene Løseth             |
| 2008     | Truls Ove Karlsen                 | Lene Løseth             |
| 2009     | Iver Bjerkestrand                 | Lotte Smiseth Sejersted |
| 2010     | Kjetil Jansrud                    | Mona Løseth             |
| 2011     | Kjetil Jansrud                    | Lotte Smiseth Sejersted |
| 2012     | Aksel Lund Svindal                | Ragnhild Mowinckel      |
| 2013     | Christoffer Kyllingstad           | Mona Løseth             |
| 2014     | Leif Kristian Haugen              | Isabella Fidjeland      |
| 2015     | Bjørnar Neteland                  | Maria Therese Tviberg   |
| 2016     | Aleksander Aamodt Kilde           | Nina Løseth             |
| 2017     | Leif Kristian Haugen              | Ragnhild Mowinckel      |
| 2018     | Rasmus Windingstad                | Ragnhild Mowinckel      |
| 2019     | Rasmus Windingstad                | Marte Monsen            |
| 2020     | Simen Sellæg                      | Inni Holm Wembstad      |
| 2021     | Leif Kristian Haugen              | Thea Louise Stjernesund |
| 2022     | Alexander Steen Olsen             | Mina Fürst Holtmann     |
| 2023     | Alexander Steen Olsen             | Thea Louise Stjernesund |

### Slalom speciale
| Edizione | Uomini                    | Donne                        |
| -------- | ------------------------- | ---------------------------- |
| 1938     | Andreas Wyller            | Stella Dybwad                |
| 1939     | Jon Åge Lie               | Laila Schou Nilsen           |
| 1940     | Trygve Brunsell           | Ellen Strømmen               |
| 1946     | Bjarne Arentz             | Borghild Niskin              |
| 1947     | Marius Eriksen            | Laila Schou Nilsen           |
| 1948     | Marius Eriksen            | Laila Schou Nilsen           |
| 1949     | Stein Eriksen             | Borghild Niskin              |
| 1950     | Jack Nielsen              | Borghild Niskin              |
| 1951     | Stein Eriksen             | Tull Gasmann                 |
| 1952     | Alf Opheim                | Margit Hvammen               |
| 1953     | Per Rollum                | Inger Jørgensen              |
| 1954     | Stein Eriksen             | Inger Jørgensen              |
| 1955     | Sigurd Rokne              | Borghild Niskin              |
| 1956     | Guttorm Berge             | Inger Bjørnbakken            |
| 1957     | Asle Sjåstad              | Inger Bjørnbakken            |
| 1958     | Halvor Malm               | Astrid Sandvik               |
| 1959     | Petter Støle              | Inger Bjørnbakken            |
| 1960     | Petter Støle              | Astrid Sandvik               |
| 1961     | Per Martin Sunde          | Dikke Eger                   |
| 1962     | Arild Holm                | Liv Christiansen             |
| 1963     | Arild Holm                | Astrid Sandvik               |
| 1964     | Per Martin Sunde          | Aud Hvammen                  |
| 1965     | Arild Holm                | Berit Strand                 |
| 1966     | Håkon Mjøen               | Dikke Eger                   |
| 1967     | Håkon Mjøen               | Dikke Eger                   |
| 1968     | Bjarne Strand             | Karianne Christiansen        |
| 1969     | Lasse Hamre               | Karianne Christiansen        |
| 1970     | Håkon Mjøen               | Karianne Christiansen        |
| 1971     | Lasse Hamre               | Toril Førland                |
| 1972     | Lasse Thue                | Toril Førland Gyri Sørensen  |
| 1973     | Odd Fostervoll            | Toril Førland                |
| 1974     | Egil Myrhaug              | Gro Woxholth                 |
| 1975     | Odd Sørli                 | Torill Fjeldstad             |
| 1976     | Stein Ivar Halsnes        | Torill Fjeldstad             |
| 1977     | Knut Erik Johannessen     | Anne Dorte Carlson           |
| 1978     | Odd Sørli                 | Anne Dorte Carlson           |
| 1979     | Knut Erik Johannessen     | Anne Dorte Carlson           |
| 1980     | Harald Gefle              | Torill Fjeldstad             |
| 1981     | Odd Sørli                 | Bente Dahlum                 |
| 1982     | Odd Sørli                 | Stina Esp                    |
| 1983     | Paul Arne Skajem          | Eli Hårdnes                  |
| 1984     | Roger Thun                | Karine Hesle                 |
| 1985     | Finn Christian Jagge      | Vibeke Hoff                  |
| 1986     | Torjus Berge              | Anne Kristin Johansen        |
| 1987     | Odd Fossland              | Kjersti Nilsen               |
| 1988     | Finn Christian Jagge      | Merete Fjeldavlie            |
| 1989     | Ole Kristian Furuseth     | Hanne Charlotte Johnsen      |
| 1990     | Ole Kristian Furuseth     | Hanne Dreyer                 |
| 1991     | Finn Christian Jagge      | Marianne Kjørstad            |
| 1992     | Lasse Kjus                | Marianne Kjørstad            |
| 1993     | Finn Christian Jagge      | Caroline Gedde-Dahl          |
| 1994     | Finn Christian Jagge      | Trine Bakke                  |
| 1995     | Ole Kristian Furuseth     | Marianne Kjørstad            |
| 1996     | Finn Christian Jagge      | Trine Bakke                  |
| 1997     | Ole Kristian Furuseth     | Trine Bakke                  |
| 1998     | Hans Petter Buraas        | Trine Bakke                  |
| 1999     | Kjetil André Aamodt       | Trine Bakke                  |
| 2000     | Ole Kristian Furuseth     | Trine Bakke                  |
| 2001     | Truls Ove Karlsen         | Line Viken                   |
| 2002     | Tom Stiansen              | Trine Bakke                  |
| 2003     | Aksel Lund Svindal        | Line Viken                   |
| 2004     | Aksel Lund Svindal        | Line Viken                   |
| 2005     | Truls Ove Karlsen         | Lene Løseth                  |
| 2006     | Aksel Lund Svindal        | Trine Bakke                  |
| 2007     | Truls Ove Karlsen         | Nina Løseth                  |
| 2008     | Truls Ove Karlsen         | Lene Løseth                  |
| 2009     | Lars Elton Myhre          | Mona Løseth                  |
| 2010     | Jonathan Nordbotten       | Thea Grosvold                |
| 2011     | Truls Johansen            | Lotte Smiseth Sejersted      |
| 2012     | Henrik Kristoffersen      | Ragnhild Mowinckel           |
| 2013     | Sebastian Foss Solevåg    | Mona Løseth                  |
| 2014     | Leif Kristian Haugen      | Mona Løseth                  |
| 2015     | Sebastian Foss Solevåg    | Nina Løseth                  |
| 2016     | Bjørn Brudevoll           | Nina Løseth                  |
| 2017     | Henrik Kristoffersen      | Maria Therese Tviberg        |
| 2018     | Simen Ramberg Christensen | Kaja Norbye                  |
| 2019     | Henrik Kristoffersen      | Kristin Lysdahl Maren Skjøld |
| 2020     | Alexander Steen Olsen     | Anna Bryn Mørkeset           |
| 2021     | Sebastian Foss Solevåg    | Thea Louise Stjernesund      |
| 2022     | Alexander Steen Olsen     | Mina Fürst Holtmann          |
| 2023     | Lucas Braathen            | Thea Louise Stjernesund      |

### Combinata
| Edizione | Uomini                         | Donne                     |
| -------- | ------------------------------ | ------------------------- |
| 1938     | Andreas Wyller                 | Stella Dybwad             |
| 1939     | Kjeld Borge Andersen           | Laila Schou Nilsen        |
| 1940     | Andreas Wyller                 | Ellen Strømmen            |
| 1946     | Bjarne Arentz                  | Borghild Niskin           |
| 1947     | Sverre Johannessen             | Vivi Holth                |
| 1948     | Guttorm Berge                  | Laila Schou Nilsen        |
| 1949     | Stein Eriksen                  | Borghild Niskin           |
| 1950     | Alf Opheim                     | Borghild Niskin           |
| 1959     | Petter Støle                   | Inger Bjørnbakken         |
| 1960     | Petter Støle                   | Wanda Klavenes            |
| 1961     | Arild Holm                     | Siri Borge Andersen       |
| 1962     | Arild Holm                     | Liv Christiansen          |
| 1963     | Arild Holm                     | Brita Stensheim           |
| 1964     | Arild Holm                     | Aud Hvammen               |
| 1965     | Hans Bjørge                    | Kirsten Aune              |
| 1966     | Håkon Mjøen                    | Dikke Eger                |
| 1967     | Håkon Mjøen                    | Dikke Eger                |
| 1969     | Lasse Hamre                    | Karianne Christiansen     |
| 1970     | Erik Håker                     | Karianne Christiansen     |
| 1971     | Hans Bjørge                    | Toril Førland             |
| 1972     | Rolf Lund                      | Toril Førland             |
| 1973     | non assegnato                  | Toril Førland             |
| 1974     | Nils Een                       | Toril Førland             |
| 1975     | Nils Een                       | Torill Fjeldstad          |
| 1976     | Jan Erik Narvestad             | Torill Fjeldstad          |
| 1977     | Erik Håker                     | Torill Fjeldstad          |
| 1978     | Erik Håker                     | Bente Dahlum              |
| 1979     | Jostein Masdal                 | Anne Kristin Johansen     |
| 1980     | Bjørn Erik Brøste              | Torill Fjeldstad          |
| 1981     | Even Hole                      | Torill Fjeldstad          |
| 1982     | Even Hole                      | Eli Hårdnes               |
| 1983     | Kjell Waløen                   | Stina Esp                 |
| 1984     | Rolf Bjørne                    | Vibeke Hoff               |
| 1985     | Espen Frimann                  | Vibeke Hoff               |
| 1986     | Lasse Arnesen                  | Tordis Jonsdottir         |
| 1987     | Lasse Arnesen                  | Janne Ugelstad            |
| 1988     | Odd Fossland                   | Astrid Lødemel            |
| 1989     | Finn Christian Jagge           | Anne Berge                |
| 1990     | Kjetil André Aamodt            | Marianne Kjørstad         |
| 1991     | Tom Stiansen                   | Marianne Kjørstad         |
| 1992     | Harald Christian Strand Nilsen | Astrid Lødemel            |
| 1993     | Hans Petter Buraas             | Astrid Lødemel            |
| 1994     | Harald Christian Strand Nilsen | Andrine Flemmen           |
| 1995     | Lasse Kjus                     | Ingeborg Helen Marken     |
| 1996     | Kenneth Sivertsen              | Grete Strøm               |
| 1997     | Kjetil André Aamodt            | Trude Gimle               |
| 1998     | Lasse Paulsen                  | Andrine Flemmen           |
| 1999     | Åne Sæter                      | Andrine Flemmen           |
| 2000     | Kjetil André Aamodt            | Andrine Flemmen           |
| 2001     | Truls Ove Karlsen              | Merete Fjeldavlie         |
| 2002     | Aksel Lund Svindal             | Trude Flø Johnsen         |
| 2003     | Aksel Lund Svindal             | Lisa Bremseth             |
| 2004     | Aksel Lund Svindal             | Andrine Flemmen           |
| 2005     | Kjetil André Aamodt            | Cathrine Meisingset       |
| 2006     | Aksel Lund Svindal             | Anne Marie Müller         |
| 2007     | Lars Elton Myhre               | Thea Grosvold             |
| 2008     | Petter Brenna                  | Lene Løseth               |
| 2009     | Lars Elton Myhre               | Lotte Smiseth Sejersted   |
| 2010     | Lars Elton Myhre               | Lotte Smiseth Sejersted   |
| 2011     | Lars Elton Myhre               | Lotte Smiseth Sejersted   |
| 2012     | Aksel Lund Svindal             | Lotte Smiseth Sejersted   |
| 2013     | Aksel Lund Svindal             | Ragnhild Mowinckel        |
| 2014     | non assegnato                  | non assegnato             |
| 2015     | Marcus Monsen                  | Maren Skjøld              |
| 2016     | Marcus Monsen                  | Ragnhild Mowinckel        |
| 2017     | Rasmus Windingstad             | Kristin Lysdahl           |
| 2018     | Rasmus Windingstad             | Marte Berg Edseth         |
| 2019     | Rasmus Windingstad             | Kajsa Vickhoff Lie        |
| 2020     | non assegnato                  | non assegnato             |
| 2021     | non assegnato                  | non assegnato             |
| 2022     | Oscar Zimmer                   | Pernille Dyrstad Lydersen |
| 2023     | non assegnato                  | non assegnato             |